# Трифонова Світлана Миколаївна
Трифонова Світлана Миколаївна (12 вересня, 1966) — українська паралімпійська лижниця, заслужений майстер спорту України з лижних перегонів. Тренери — Веларій Казаков, Микола Ворчак, Володимир Сторожок.

## Біографічні відомості
Народилася в Кривому Розі, Дніпропетровська область. У 14 років Світлані діагностували пухлину на хребті. Коли дівчину прооперували, перестала ходити. 10 і 11 класи закінчувала вдома.
Закінчила інститут фізичного виховання у м.Дніпропетровськ.
Чоловік — автогонщик Павло Гонтовий, 8-разовий чемпіон України з автокросу. Двоє спільних дітей — сини Микита і Тимофій.

## Спортивні досягнення
Перегонами на візках зайнялася 1981 року. 1996 року вперше вязла участь у Паралімпіаді в Атланті. 1997 року розпочала тренуватись у перегонах на лижах. 1998 року закінчила Дніпропетровський інститут фізкультури. Срібна і бронзова призерка Параолімпійських ігор у Нагано (1998), Солк-Лейт-Сіті (2002), Турині (2006). 2000 року також брала участь у Літній Паралімпіаді в Сіднеї, Австралія, посіла 7 місце в пауерліфтингу (жим штанги лежачи).

## Громадська діяьність
Ведуча телевізійного проекту про спортсменів - параолімпійців,про їхнє життя поза спортом на Першому національному каналі

## Нагороди і відзнаки
- Заслужений майстер спорту України
- Орден княгині Ольги III ступеня[2]
- Орден «За заслуги» 2-го[3] і 3-го[4] ступеня
- Лауреат Всеукраїнської премії «Жінка ІІІ тисячоліття» в номінації «Рейтинг» (2015)
- Зірка С.Трифонової на площі ТРЦ "Гулівер" в Києві.